# Marko Kristal
Marko Kristal, född 2 juni 1973 i Tallinn i dåvarande Sovjetunionen, är en estnisk fotbollstränare och fotbollsspelare som gjort 143 landskamper för Estland. 

## Klubblagskarriär

### Spel i Estland
Marko Kristal gick 1991 ut skolan på Tallinna 44. Keskkool, idag Tallinna Mustamäe Gümnaasium. Han hade då redan året innan börjat spela för nybildade Flora Tallinn. Kristal spelade med Flora då det estniska mästerskapet Meistriliiga 1992 återuppstod som en följd av Estlands självständighet från Sovjetunionen.
Med två utlåningar som undantag blev Kristal Flora trogen. Han spelade sin sista match för klubben 2004 och hade då samlat på sig sex ligatitlar.

### Utlåningar
Under 1999 lånades Kristal ut till IF Elfsborg i Allsvenskan i fyra månader. Då Kristal kom till Sverige hade han en hockeyfrilla och liknades av svenska supportrar med hockeystjärnan Jaromir Jagr, som länge haft en liknande frisyr. Han var tänkt startspelare i premiärmatchen mot Örebro SK men matchen sköts upp och Kristal ådrog sig sen på träning en skada på vristen som höll honom borta från allsvenskt spel. Till slut blev det bara fyra matcher i Allsvenskan 1999. Elfsborgs tränare B-A Strömberg sade om Kristal att "tekniken var bra att men att tempot inte höll allsvensk nivå".
Året efter vistelsen i Borås fick Kristal en ny chans att spela utomlands, han spelade då 12 matcher för FC Lahti i finska Tipsligan.

### Efter proffskarriären
När Kristal 2004 avslutade proffskarriären började han spela fotboll för FC Toompea i Estlands lägre divisioner. Han spelade med klubben till 2011. Efter tio års uppehåll som spelare, då han istället agerat tränare, återkom han 2021 i matchtröja när han som 47-åring började spela för FC Zenit Tallinn.

## Landslagskarriär
Kristal deltog 1992 i Estlands första landskamp som självständig nation efter Sovjettiden.
År 2001 blev han den yngste europé som spelat 100 landskamper, ett rekord som senare slagits, bland annat av landsmannen Kristen Viikmäe. När han spelat sin sista match för Estland 2005 hade han deltagit i 143 landskamper, med dessa har han näst flest landskamper för baltnationen efter Martin Reim.

## Tränarkarriär
Efter att ha avslutat proffskarriären började Kristal arbeta som assisterande tränare i Estlands landslag. Därefter har han tränat olika klubbar i hemlandet, bland annat Levadia, som han tagit till två Meistriliigavinster.

## Personligt
Kristal förstår finska efter att ha sett på finsk tv.
Han tog 2005 emot Estniska Röda korsets orden, femte klassen.

## Meriter

### Som spelare
Flora Tallinn
- Meistriliiga: 1993–94, 1994–95, 1997–98, 1998, 2001, 2002, 2003
- Estniska cupen: 1994–95, 1997–98
- Estniska supercupen: 1998, 2003

### Som tränare
Levadia Tallinn
- Meistriliiga: 2013, 2014
- Estniska cupen: 2011–12, 2013–14
- Estniska supercupen: 2013, 2015